# Kantongerecht Winschoten

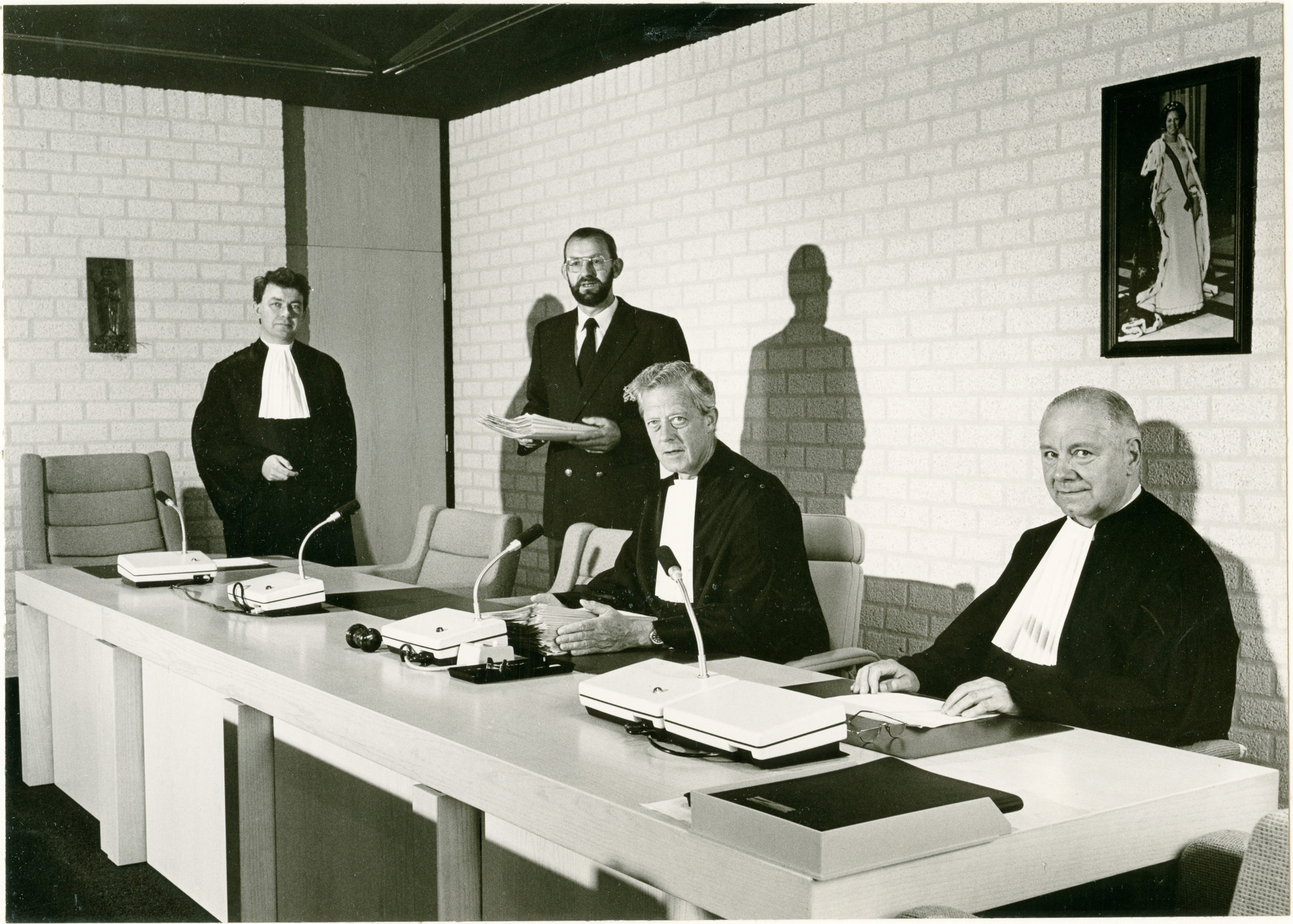
Strafzitting van het kantongerecht Winschoten op 7 juli 1988

Het kantongerecht Winschoten was tot 2002 een van de kantongerechten in Nederland. Het kanton Winschoten ontstond in 1811. De stad werd aangewezen als zetel van een vrederechter. Bij de invoering van de kantongerechten in 1838 werd het uitgebreid met het opgeheven kanton Pekela. Het was het eerste kanton van het arrondissement Winschoten.
Nadat met ingang van 1934 het arrondissement Winschoten werd opgeheven werd Winschoten een kanton van Groningen. Sinds de sluiting van het kantongerecht Zuidbroek in 2001 was Winschoten de enige nevenlocatie in de provincie Groningen. Na de reorganisatie per 1 januari 2013 bleef Winschoten in eerste instantie nog gespaard, maar per 1 april van dat jaar werd de vestiging toch gesloten.

## Rechtsgebied
Het kanton Winschoten omvatte de volgende gemeenten: Winschoten, Termunten*, Scheemda, Nieuwolda, Midwolda, Finsterwolde, Beerta, Nieuweschans, Wedde, Bellingwolde, Oude Pekela, Nieuwe Pekela, Stadskanaal en Vlagtwedde.
* De gemeente Termunten werd in 1990 bij Delfzijl gevoegd en werd daardoor deel van het kanton Groningen

## Het gebouw
Het gerecht deelde oorspronkelijk het gebouw met de rechtbank aan de Blijhamsterstraat 28. Dat gebouw werd in de loop der jaren te klein, waarop het kantongerecht in 1928 een eigen gebouw kreeg in dezelfde straat op nummer 19. Het kantongerecht vertrok in 1981 naar de Nassaustraat 17. Beiden gebouwen aan de Blijhamsterstraat zijn aangewezen als rijksmonument.

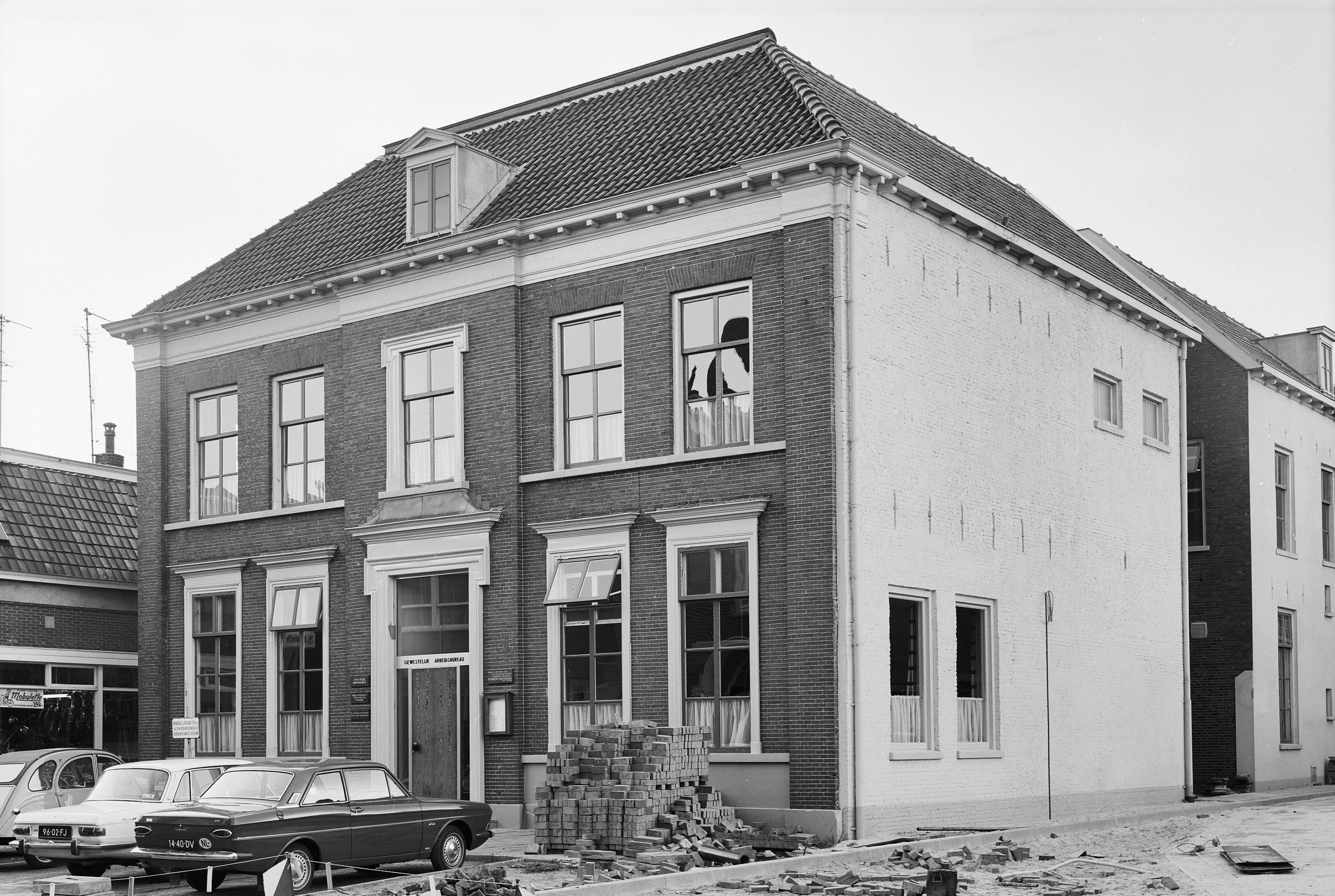
Blijhamsterstraat 28, in gebruik tot 1928
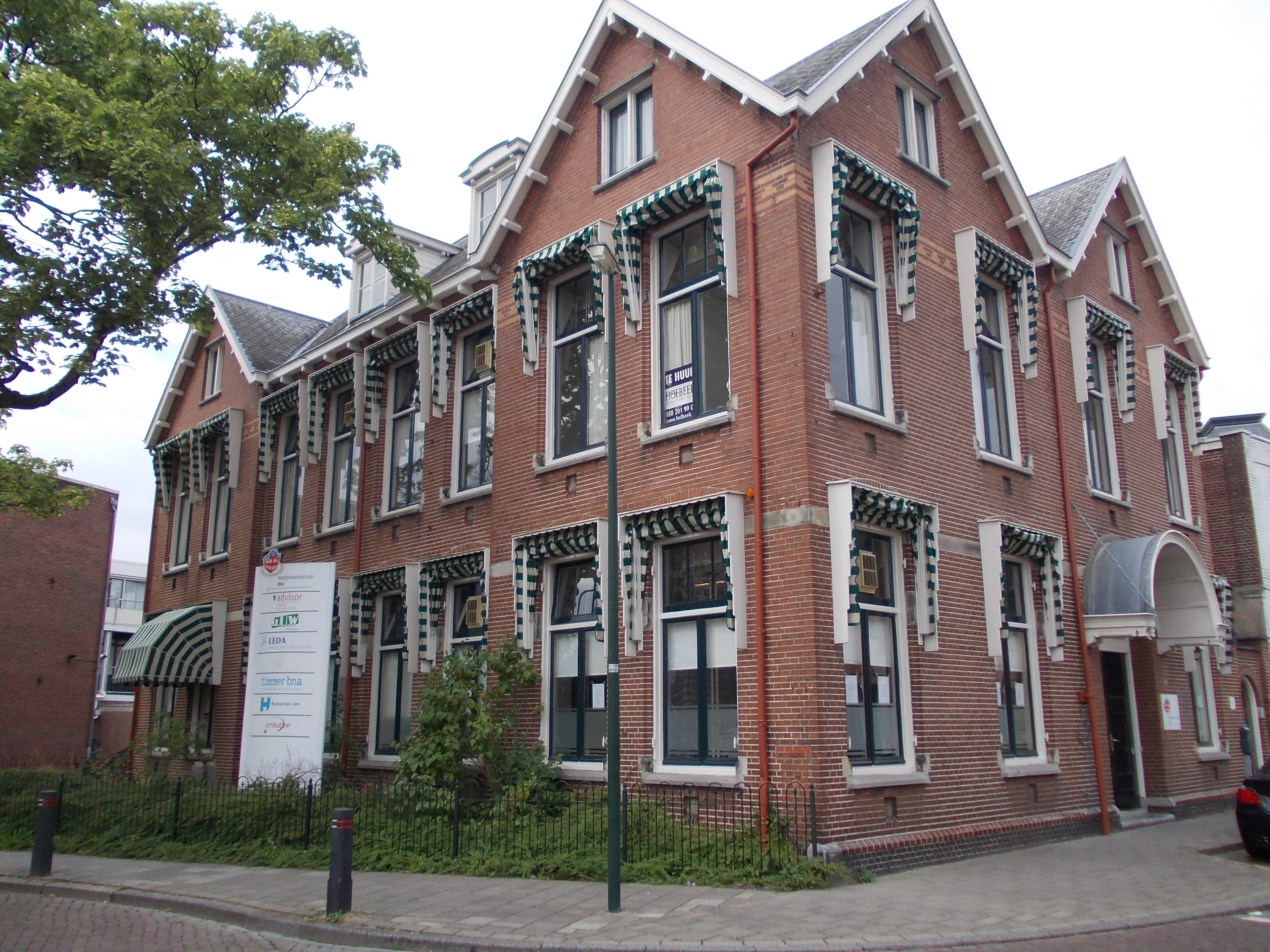
Blijhamsterstraat 19, in gebruik van 1928 tot 1981
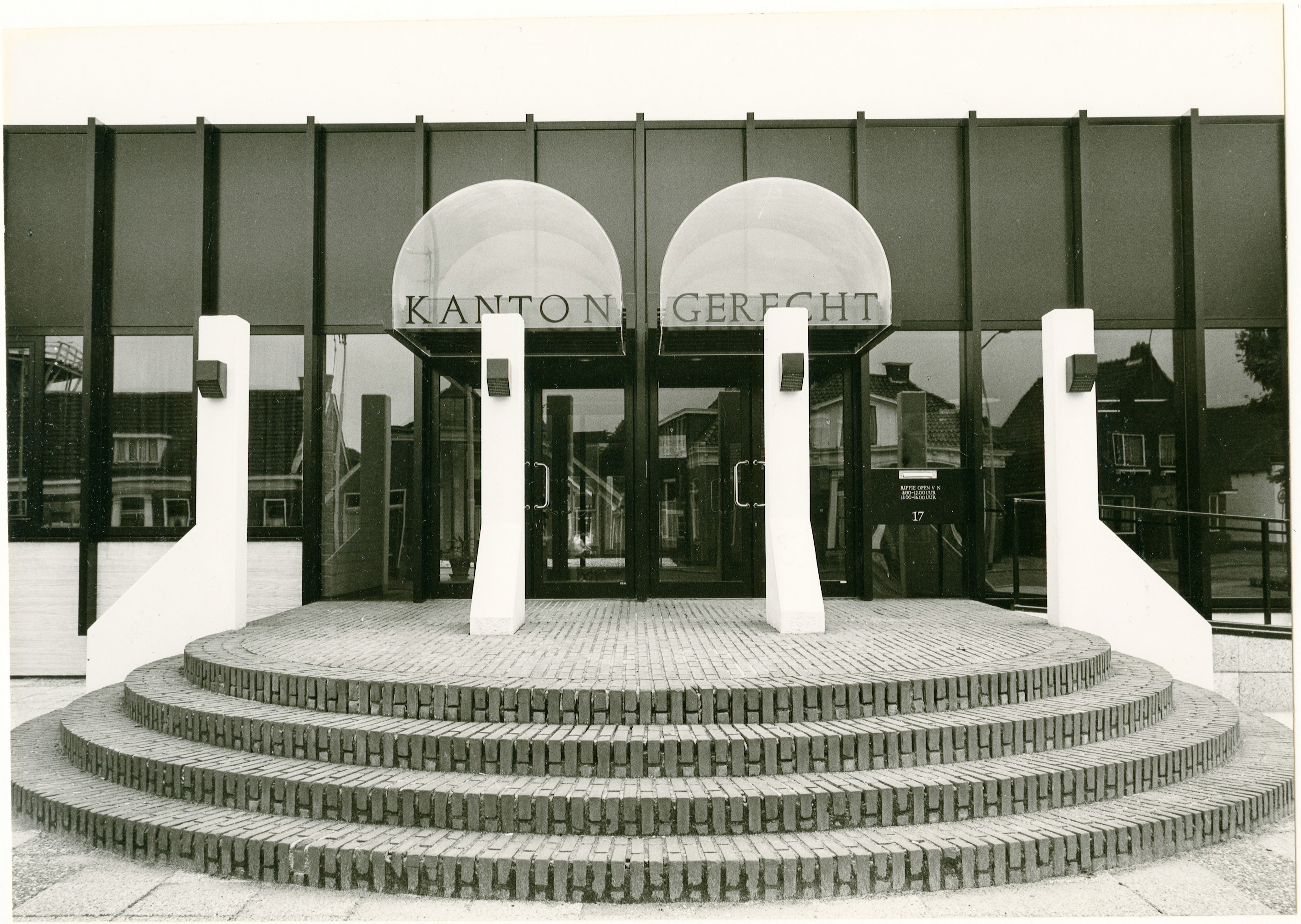
Nassaustraat 17, in gebruik van 1981 tot aan de opheffing